# Carte d'invalidité

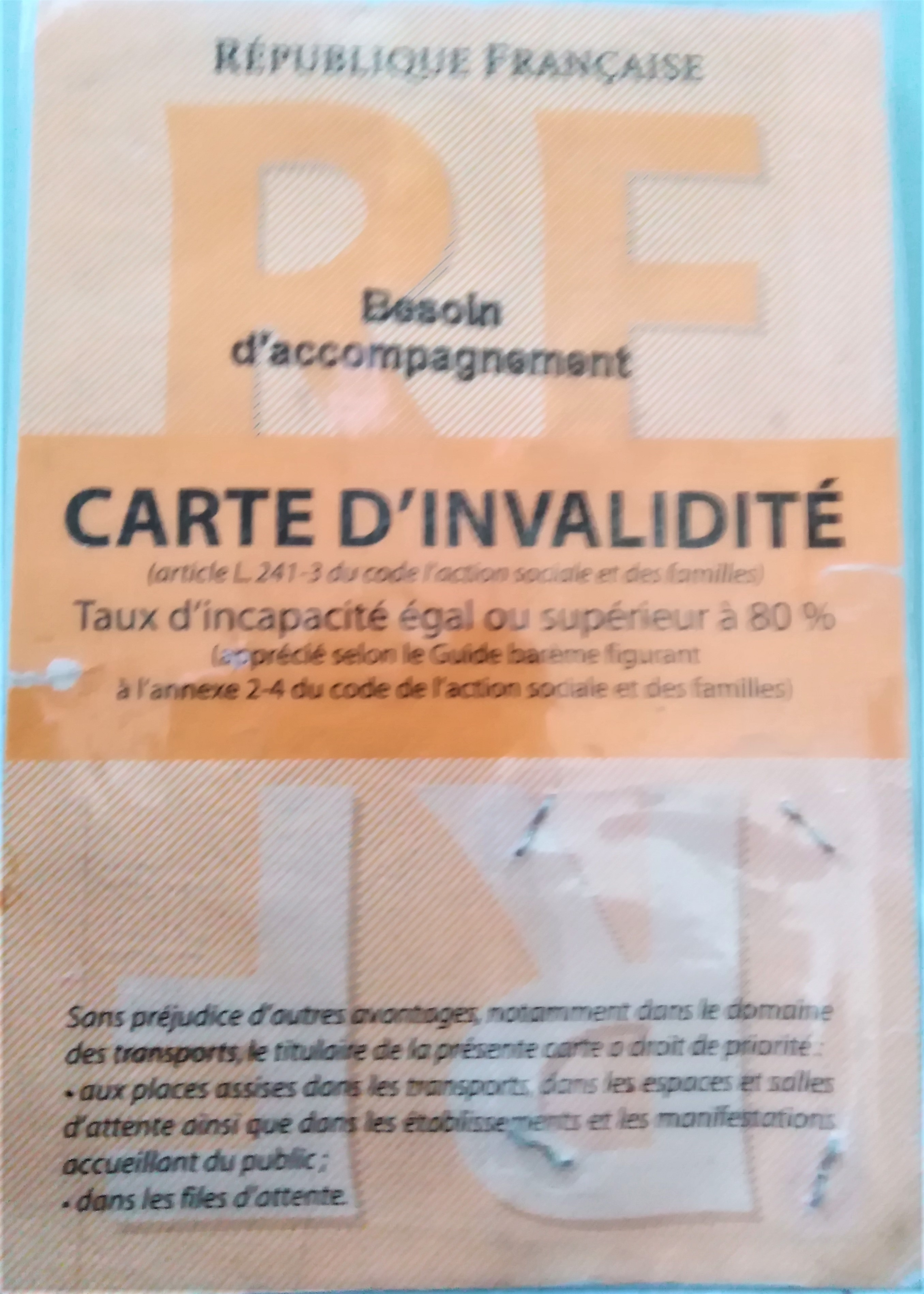
Carte d'invalidité française de 2015

La carte d'invalidité, en France, atteste que son détenteur est une personne handicapée. Depuis le 1er janvier 2017, cette carte est remplacée par la carte mobilité inclusion (CMI) avec mention « invalidité ».

## Conditions
La carte d'invalidité était délivrée sur leur demande aux personnes à qui il avait été reconnu un taux d'invalidité supérieur ou égal a 80 % et aux bénéficiaires d'une pension d'invalidité classée en 3e catégorie par la sécurité sociale.
Les cartes d'invalidité, remplacées par la carte Mobilité Inclusion, demeurent cependant valables jusqu'à leur date d'expiration et, au plus tard, jusqu'au 31 décembre 2026. Tout détenteur peut demander une CMI invalidité sans attendre cette date.

## Mentions
La carte pouvait avoir la mention besoin d'accompagnement ou la mention cécité. A compter du 1er janvier 2017 la carte d’invalidité, de priorité et de stationnement sont regroupées en une seule carte, avec trois mentions possibles : la carte mobilité inclusion (CMI). 

## Droits de priorité et avantages tarifaires
En ce qui concerne ce type de carte, des droits de priorité doivent être rappelés par voie d'affichage dans les lieux accueillant du public. Ce sont :
- une priorité d'accès aux places assises dans les transports en commun, dans les espaces et salles d'attente, ainsi que dans les établissements et les manifestations accueillant du public ;
- une priorité dans les files d'attente des lieux publics (bureau de poste, certains espaces de caisse de la grande distribution).
- une réduction, voire une quasi gratuité en cas de nécessité d'accompagnement mentionné sur la carte (sauf pour la partie concernant la réservation) pour la personne accompagnatrice dans les transports publics (SNCF) selon certaines conditions spécifiques[3].

Cette carte associée à la décision de la CDAPH permet d'obtenir des avantages fiscaux, tels que l'impôt sur le revenu (article L.195 du code général des impôts), la taxe d’habitation (article L 1414 du CGI et suivants) ainsi que la taxe foncière (article L 1417 du CGI). Elle permet également une exonération des cotisations patronales de sécurité sociale. Le pourcentage d’invalidité n’a aucune incidence sur la prise en charge à 100% par l’assurance maladie (exonération du ticket modérateur).
Dans certains lieux d'exposition (musées, monuments publics) et sous certaines conditions comme dans la région Île-de-France, Les personnes détentrices d'une carte d'invalidité peuvent accéder gratuitement à la plupart des musées et monuments.